# Jürgen Mettepenningen
Jürgen Mettepenningen (Temse, 5 augustus 1975) is een Belgisch theoloog, journalist en kerkhistoricus.

## Biografie
Na zijn humaniora trad hij in 1995 in bij de benedictijnen in Dendermonde. Hij zou er zes jaar blijven maar werd nooit tot priester gewijd. Nadat hij de wijding tot transeunt diaken had ontvangen en hiermee de celibaatsbelofte had aangegaan, trad hij uit de abdijgemeenschap. Aan de universiteit van Leuven haalde hij licenties in de godsdienstwetenschappen en het doctoraat in de theologie. Mettepenningen woont sinds zijn huwelijk en scheiding in Grimbergen en heeft drie kinderen. 

### Docent aan de Katholieke Universiteit Leuven
Na zijn studies bleef Jürgen Mettepenningen verbonden aan de Onderzoekseenheid Geschiedenis van Kerk en Theologie van de Katholieke Universiteit Leuven. Hij is vooral actief als kerkhistoricus en verdiepte zich in het werk van de jezuïet Piet Schoonenberg (1911-1999), die als de auctor intellectualis van de Nieuwe Katechismus geldt en meermaals berispt werd door de Congregatie voor de Geloofsleer voor zijn christologie zoals uiteengezet in zijn werk 'De Geest, het Woord en de Zoon'. Als kerkhistoricus publiceerde hij meerdere studies, waaronder het boek New Theology, en samen met kerkhistoricus Karim Schelkens bracht hij het boek Van Concilie tot Concilie uit.
Mettepenningen publiceerde naast zijn kerkhistorische werken tijdens deze periode ook enkele boeken over kerk en geloof. Zo was er in 2006 het boek Kerk midden on(e)liners. In 2008 schreef hij De Kerk bloost. Pleidooi voor een gedurfder beleid, waarin hij pleit voor een "sociaal geëngageerde Kerk die open staat voor discussie en die fouten durft toe te geven". In het boek betreurt hij het quasi-mediamonopolie ten tijde van het primaatschap van kardinaal Danneels, stelt hij dat de catechese beter gericht zou moeten zijn op de 'nazorg' na de sacramenten van doop, huwelijk en vormsel en bepleit hij ook enkele controversiële voorstellen, zoals de splitsing van de Belgische bisschoppenconferentie in een Vlaamse, een Waalse en een Brusselse/Europese, het afstaan van enkele katholieke wettelijke verlofdagen zoals Onze-Lieve-Vrouw-Hemelvaart, paasmaandag en pinkstermaandag aan andere godsdiensten, het toelaten van vrouwen tot het priesterschap en het invoeren van een kerkelijk homohuwelijk.
Jürgen Mettepenningen werd als gastdocent verbonden aan de Onderzoekseenheid Pastoraaltheologie van de Katholieke Universiteit Leuven, waar hij zich toelegde op onderzoek omtrent de plaats en taak van religie – in het bijzonder van het christendom en de Rooms-Katholieke Kerk – in de publieke ruimte en omtrent de eigenheid van de christelijke identiteit.

### Woordvoerder van Aartsbisschop Léonard
Op 1 augustus 2010 werd hij aangesteld als woordvoerder van aartsbisschop André Léonard en perschef van het aartsbisdom Mechelen-Brussel en van de Belgische Bisschoppenconferentie. In die hoedanigheid volgde hij Eric De Beukelaer op en werd hij enige tijd bekend bij het grote publiek, ook gezien zijn rol als vertolker van het standpunt van de Belgische Kerk in het schandaal rond seksueel misbruik van minderjarigen in de Katholieke Kerk.
Deze functie legde hij reeds neer op 2 november 2010. Een opeenstapeling van verschillende redenen en het gebrek aan vertrouwen maken dat ik niet meer wil, kan en zal functioneren als woordvoerder van Mgr. Léonard, aldus Jürgen Mettepenningen. De kerkhistoricus verklaarde dat hij "met veel spijt" zijn taak stopzette. Daags nadien gaf Léonard in een open brief zelf tekst en uitleg aan de media en critici over enkele van zijn uitspraken die in de voorbije weken in het nieuws waren gebracht. Ook in januari 2011 liet Mettepenningen zich kritisch uit over aartsbisschop Léonard naar aanleiding van de misviering ter gelegenheid van het begin van het apostolaat van de Petrusbroederschap in Brussel. Mettepenningen verhaalt over de huidige kerkelijke crisis in België in het boek , "Welke kerk? Vandaag en morgen", uitgegeven bij Davidsfonds.

### CD&V en terugkeer naar het aartsbisdom
Vanaf 1 maart 2011 was Mettepenningen werkzaam bij het studiecentrum van CD&V, CEDER. Hij werkt er rond de thema's ideologie, zingeving, pluralisme, onderwijs en ethische vraagstukken. Eerder doorliep hij de Politieke Academie van CD&V-Jongeren. Hij is binnen CD&V eveneens lid van de denkgroep Politiek en Zingeving. Ook in zijn boeken neemt Mettepenningen wel vaker standpunten in met politieke draagwijdte. Sinds 2013 is hij opnieuw werkzaam aan het aartsbisdom Mechelen-Brussel, waar hij bisschoppelijk afgevaardigde is voor het onderwijs.
Einde maart 2012 verscheen bij Lannoo het boek "Toegepaste Blijde Boodschap. Waarom geloven mij (en anderen) gelukkig maakt", met een voorwoord van Rik Torfs. Na een synthese van theorie (over wat de christelijke identiteit is) en praktijk (de Toegepaste Blijde Boodschap) geeft Jürgen Mettepenningen aan waarom hij zelf (nog) gelooft. Daarmee is dit meteen het persoonlijkste boek dat hij schreef. In 2015 verscheen van zijn hand, samen met kerkhistoricus Karim Schelkens, een biografie van kardinaal Godfried Danneels.

## Werken
- Kerk midden on(e)liners (2006), Averbode, ISBN 9031723843
- De Kerk bloost. Pleidooi voor een gedurfder beleid (2008), Lannoo, ISBN 9789058265241
- Nouvelle théologie – New Theology: Inheritor of Modernism, Precursor of Vatican II, Londen/New York: T&T Clark, 2010
- (met Karim Schelkens)Van Concilie tot Concilie. Hoofdlijnen van de geschiedenis van Kerk en Theologie van Vaticanum I tot Vaticanum II (2010), Halewijn, Antwerpen, ISBN 9789085281634
- Welke kerk?. Vandaag en morgen, 2011, Davidsfonds, Leuven, ISBN 9789058267924
- Toegepaste Blijde Boodschap, 2012, Lannoo, ISBN 9789401400442
- Onder elkaars huid. Ecologie van de vriendschap, 2017, Halewijn, Antwerpen